# دینار (شهر)
دینار (به ترکی استانبولی: Dinar) شهری است در کشور ترکیه که در استان افیون قره‌حصار واقع شده‌است. جمعیت این شهر بر اساس سرشماری سال ۲۰۰۸ میلادی ۲۴٬۴۷۵ نفر و بر اساس برآوردهای سال ۲۰۰۹ میلادی ۲۴٬۶۱۰ نفر می‌باشد.